# 곡성동초등학교
곡성동초등학교는 전라남도 곡성군 곡성읍 섬진강로 2584 (장선리)에 있었던 초등학교이다.

## 연혁
- 1939년 4월 10일 곡성북공립심상소학교 부설 예산간이학교 개교(설립인가 3월 31일)
- 1941년 4월 1일 곡성북공립국민학교 부설 예산간이학교 교명 변경
- 1945년 4월 1일 곡성동공립국민학교로 승격
- 1982년 3월 3일 병설유치원 개원(설립인가 2월 15일)
- 1996년 3월 1일 곡성동초등학교로 개칭
- 1998년 3월 1일 곡성중앙초등학교로 통폐합